# Гур'ївська волость
Гур'ївська волость — адміністративно-територіальна одиниця Херсонського повіту Херсонської губернії.
Станом на 1886 рік складалася з 9 поселень, 9 сільських громад. Населення — 12558 осіб (6220 чоловічої статі та 6338 — жіночої), 2177 дворових господарств.
|                    | Площа, десятин | У тому числі орної, дес. |
| ------------------ | -------------- | ------------------------ |
| Сільських громад   | 38462          | 30626                    |
| Казенної власності | 3652           | 1727                     |
| Іншої власності    | 799            | 530                      |
| Загалом            | 42913          | 32883                    |

Найбільші поселення волості:
- Гур'ївка (Горобцеве) — село при річці Буг в 81 версті від повітового міста, 1989 осіб, 316 дворів, церква православна, земська поштова станція. В 4 верстах — поштова станція.
- Баловне (Яцка) — село при річці Буг, 1598 осіб, 316 дворів, церква православна, земська поштова станція, 3 лавки.
- Інгулка — село при річці Інгул, 1162 особи, 273 двори, церква православна.
- Констянтинівка (Широке) — село при річці Буг, 577 осіб, 116 дворів.
- Матвіївка (Червона) — село при річці Буг, 1521 осіб, 253 двори, церква православна.
- Новопетрівське — село при річці Буг, 2495 осіб, 423 двори, церква православна, 5 лавок.
- Пересадівка (Домаха) — село при річці Інгул, 1802 особи, 310 дворів, церква православна.
- Себене (Себіне, Куций Єланець) — село при річці Куций Єланець, 1278 осіб, 260 дворів, церква православна.